# Дуби черешчаті (Полтава, Козака)
Дуби черешчаті — ботанічна пам'ятка природи місцевого значення в Україні. Розташована в місті Полтава, за адресою вулиця Володимира Козака, 2 (Військовий шпиталь, у дворі за головним корпусом).
Площа — 0,05 га. Статус присвоєно згідно з рішенням облвиконкому від 13.12.1975 року № 531. Перебуває у віданні Військової частини А3114.
Статус присвоєно для збереження трьох вікових екземплярів дуба звичайного (Quercus robur) віком понад 200 років.
Обхват дерев на висоті 1,3 м:
- 1) у 1965 році — 355 см, у 2021 році — 468 см;
- 2) у 1965 році — 253 см; у 2021 році — 359 см;
- 3) у 1965 році — 290 см; у 2021 році — 381 см.

Описані у «Інвентаризаційному описі дубів» 1965—1968 років члена міського товариства охорони природи Степана Пащенка. Два з трьох дерев потребують лікування.

## Галерея

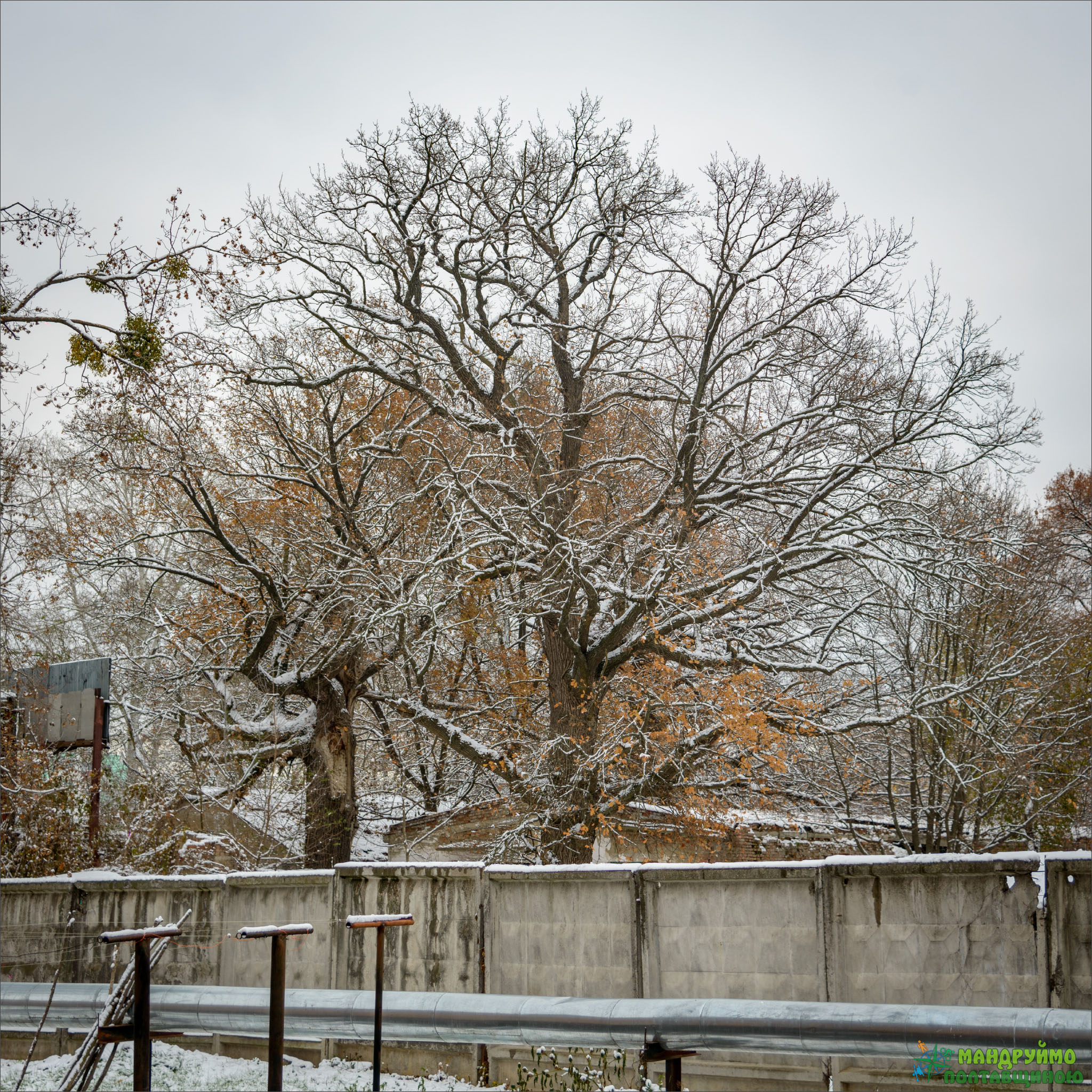
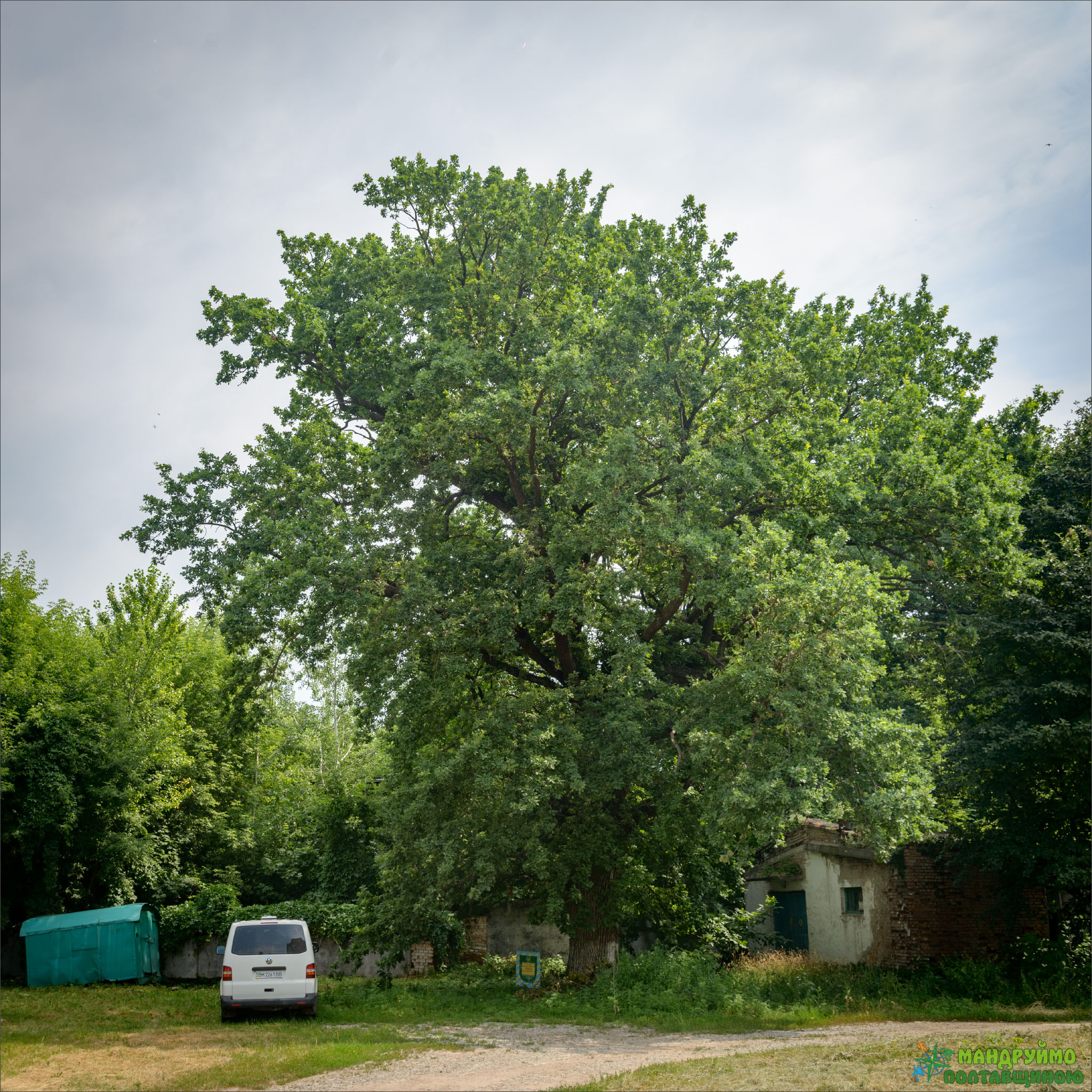
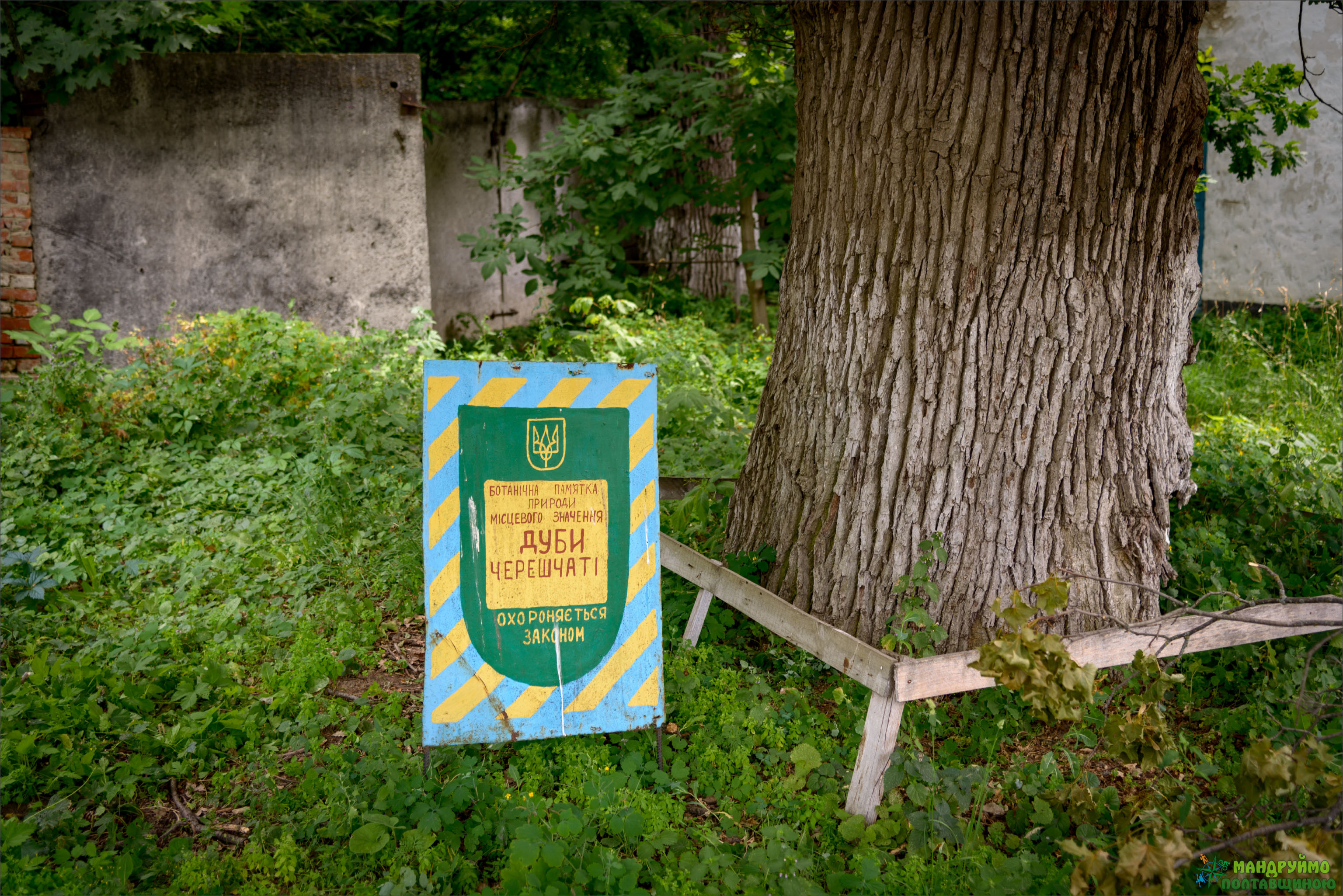